# Еміліо Нуньєс Портуендо
Еміліо Нуньєс Портуондо (ісп. Emilio Núñez Portuondo; 13 вересня 1898 — 19 серпня 1978) — кубинський правник, дипломат і політик, тринадцятий прем'єр-міністр Куби.

## Біографія
Був сином генерала Еміліо Нуньєса Родрігеса, який був віцепрезидентом Куби, мером Гавани та міністром сільського господарства Куби. Нуньєс був одружений тричі та мав п'ятьох дітей.
Закінчив Гаванський університет, потім обіймав посаду посла Куби в Панамі, Перу, Нидерландах, Бельгії та Люксембургу. У березні 1958 за режиму Фульхенсіо Батисти очолював уряд.
Син Еміліо Нуньєса, Еміль, був одружений з колишньою першою дружиною Фіделя Кастро, Міртою Діас-Баларт.